# Yelcho (stacja antarktyczna)
Yelcho – letnia stacja polarna należąca do Chile, położona na Doumer Island, wyspie oddzielonej wąską cieśniną od większej Wiencke Island, w Archipelagu Palmera.

## Historia
Bazę założyła Marynarka Wojenna Chile, w 1986 została ona przekazana Chilijskiemu Instytutowi Antarktycznemu. Prowadzono w niej badania środowiska, w szczególności dotyczące aerozoli atmosferycznych. Przez pewien czas była nieużywana, ale 4 lutego 2015 została ponownie otwarta.
Nazwa stacji upamiętnia chilijski kuter Yelcho, który w 1916 uratował członków ekspedycji Ernesta Shackletona z Elephant Island.

## Położenie
W pobliżu stacji znajduje się Szczególnie Chroniony Obszar Antarktyki nr 146 (South Bay) o powierzchni 0,96 km². Obszar ten chroni głównie faunę dna morskiego, które jest tu bardzo zróżnicowane, co pozwala na sąsiadowanie różnych środowisk, a także różnorodne ssaki morskie często wpływające do zatoki.